# Мерод, Эммануэль де
Принц Эммануэль де Мерод (фр. Emmanuel de Merode, полное имя Emmanuel Werner Marie Ghislain de Merode; род. 1970) — бельгийский приматолог, директор национального парка Вирунга Республики Конго с 2008 года.

## Биография
Родился 5 мая 1970 года в Тунисе в семье работавшего там дипломата принца Шарля де Мерода и его жены — принцессы дома Линь — Эдвиги де Линь (Hedwige de Ligne), являющихся представителями двух наиболее влиятельных и древних фамилий Европы. Однако Эммануэль не использует в повседневной жизни наследственный титул принца. 
Он вырос в Кении и первоначально учился в школе Banda School, затем обучался в Англии в Downside School и Даремском университете. Получил степень доктора философии в области антропологии в Университетском колледже Лондона, сосредоточившись на вопросах сохранения природы Конго.
Антрополог, исследователь и лётчик, Эммануэль де Мерод старается контролировать торговлю мясом диких животных и защищает находящуюся под угрозой исчезновения дикую природу в Центральной и Восточной Африке. Своей главной задачей он поставил поддержку африканского охотничьего хозяйства в отдалённых и труднодоступных местах, являющихся национальными парками и заповедниками. 
В 2003 году женился на кенийском палеонтологе Луизе Лики. У пары родилось две дочери: принцесса Сейя де Мерод (2004) и принцесса Алексия де Мерод (2006).
15 апреля 2014 года Эммануэль де Мерод был тяжело ранен неизвестными преступниками, находившимися в засаде. Будучи раненным в грудь и живот, местными жителями был доставлен в больницу конголезского города Гома, где ему была выполнена операция. Учёный выжил и вернулся на работу в Национальный парк Вирунга 22 мая 2014 года.
Является автором ряда научных публикаций. Офицер ордена Леопольда (Бельгия). Офицер ордена Британской империи (2018, Великобритания).